# Unité de masse
 (août 2013).
Si vous disposez d'ouvrages ou d'articles de référence ou si vous connaissez des sites web de qualité traitant du thème abordé ici, merci de compléter l'article en donnant les références utiles à sa vérifiabilité et en les liant à la section « Notes et références ».

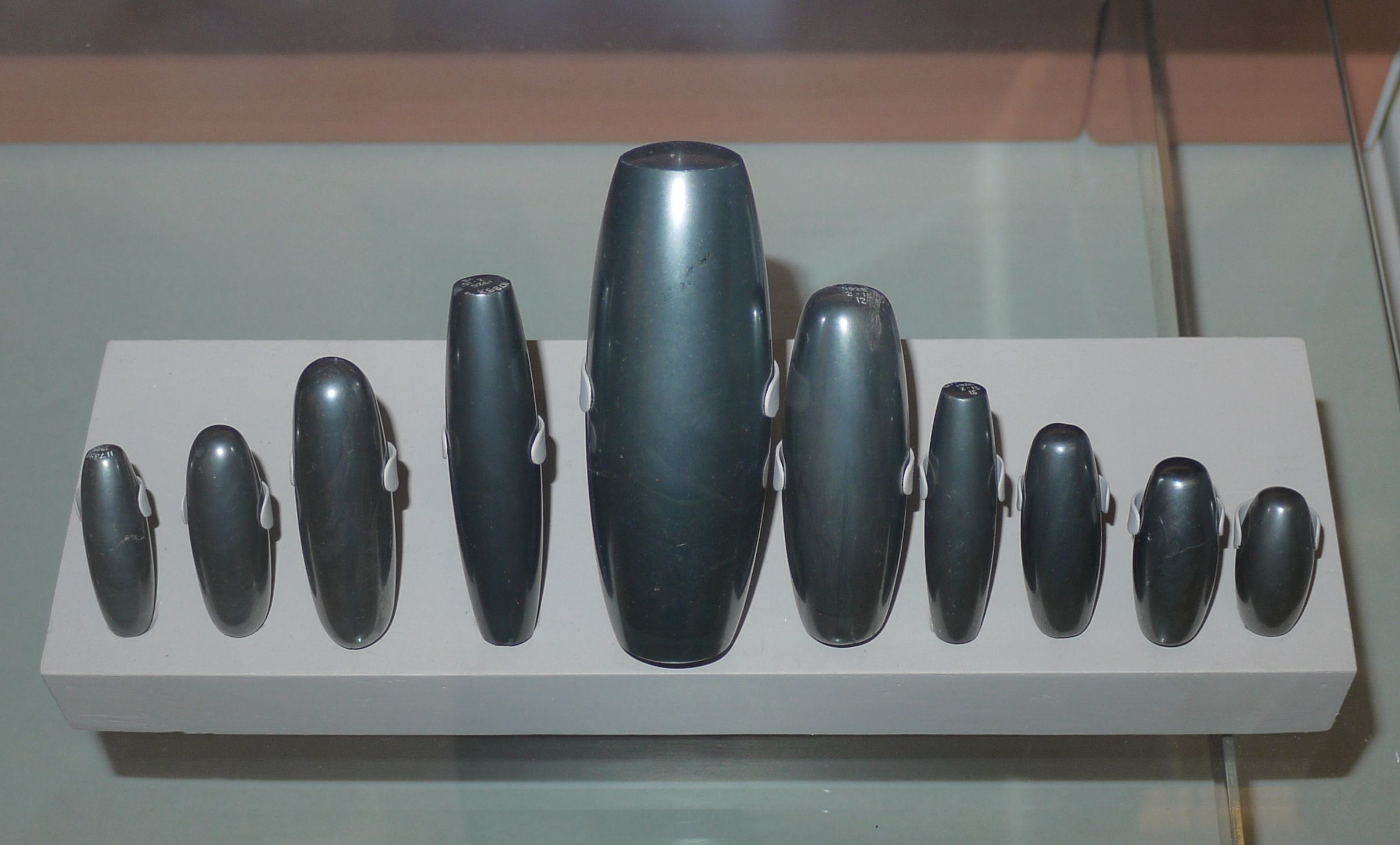
Poids mésopotamiens en hématite.

Une unité de masse est une unité de mesure, c'est-à-dire un étalon, permettant d'exprimer la mesure physique d'une masse.
Selon les lieux et les époques, il existe différentes unités permettant d'exprimer cette grandeur physique, intégrées à divers systèmes.
L'unité de masse de référence, internationalement reconnue dans le cadre du Système international est le kilogramme ; il est décliné en multiples et sous-multiples décimaux. 
D'autres unités de masse issues de systèmes différents sont utilisées, soit pour simplifier les expressions dans des domaines d'activités spécifiques, soit pour des raisons culturelles et traditionnelles.

## Unités de masse du Système international

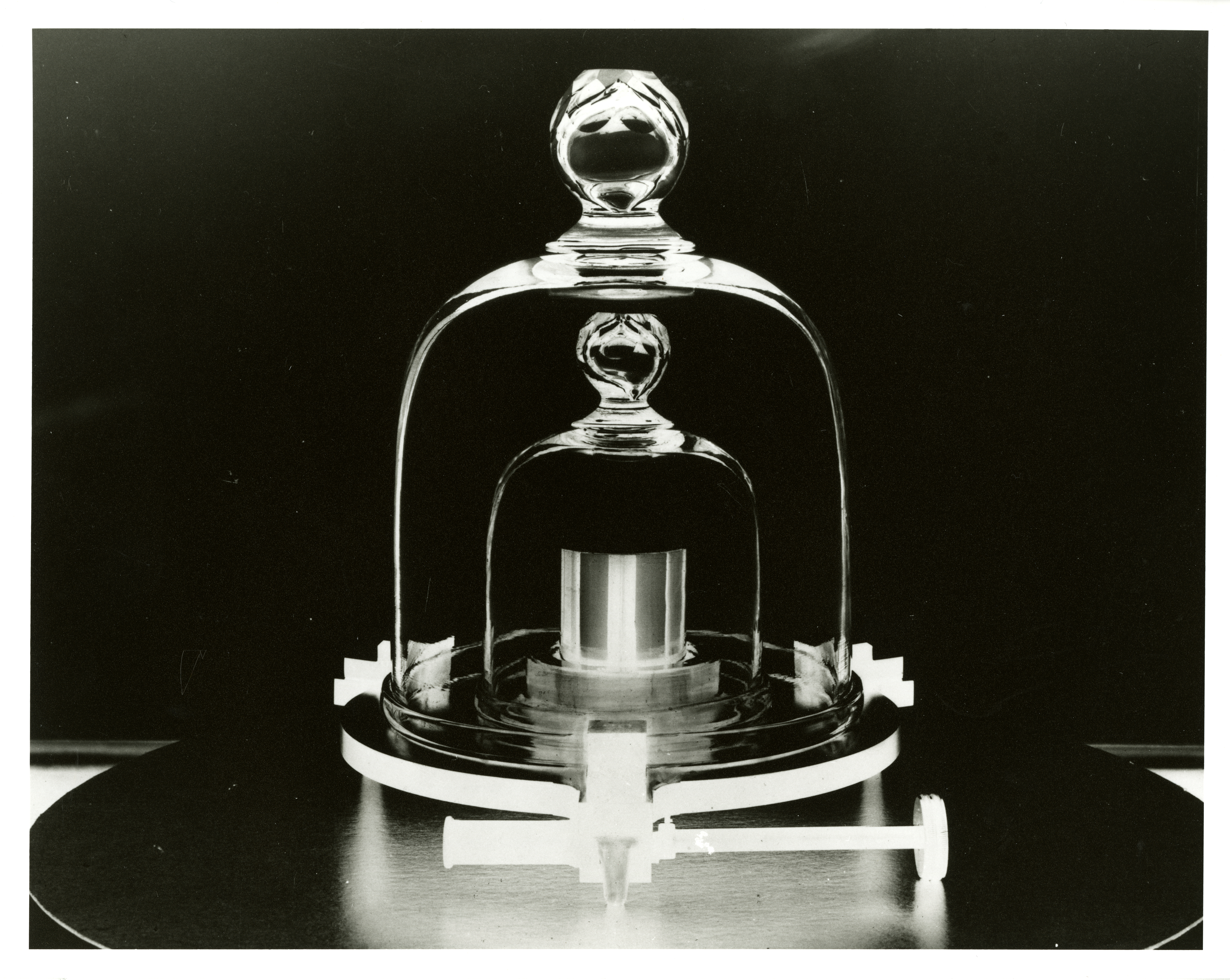
Exposition sous cloche d'une réplique du prototype d'un kilogramme

Le Système international d'unités (SI), inspiré du système métrique, est le système d'unités le plus largement employé au monde. Il s’agit d’un système décimal (on passe d’une unité à ses multiples ou sous-multiples à l’aide de puissances de 10) sauf pour la mesure du temps. 
C’est la Conférence générale des poids et mesures, rassemblant des délégués des États membres de la Convention du Mètre, qui décide de son évolution, tous les quatre ans, à Paris. L’abréviation de « Système International » est SI, quelle que soit la langue utilisée. 
Au sein de ce système est notamment nommée et définie l'unité de masse de base reconnue internationalement : le kilogramme, ainsi que ses multiples et sous-multiples décimaux et ses unités dérivées.

## Autres unités hors du Système international

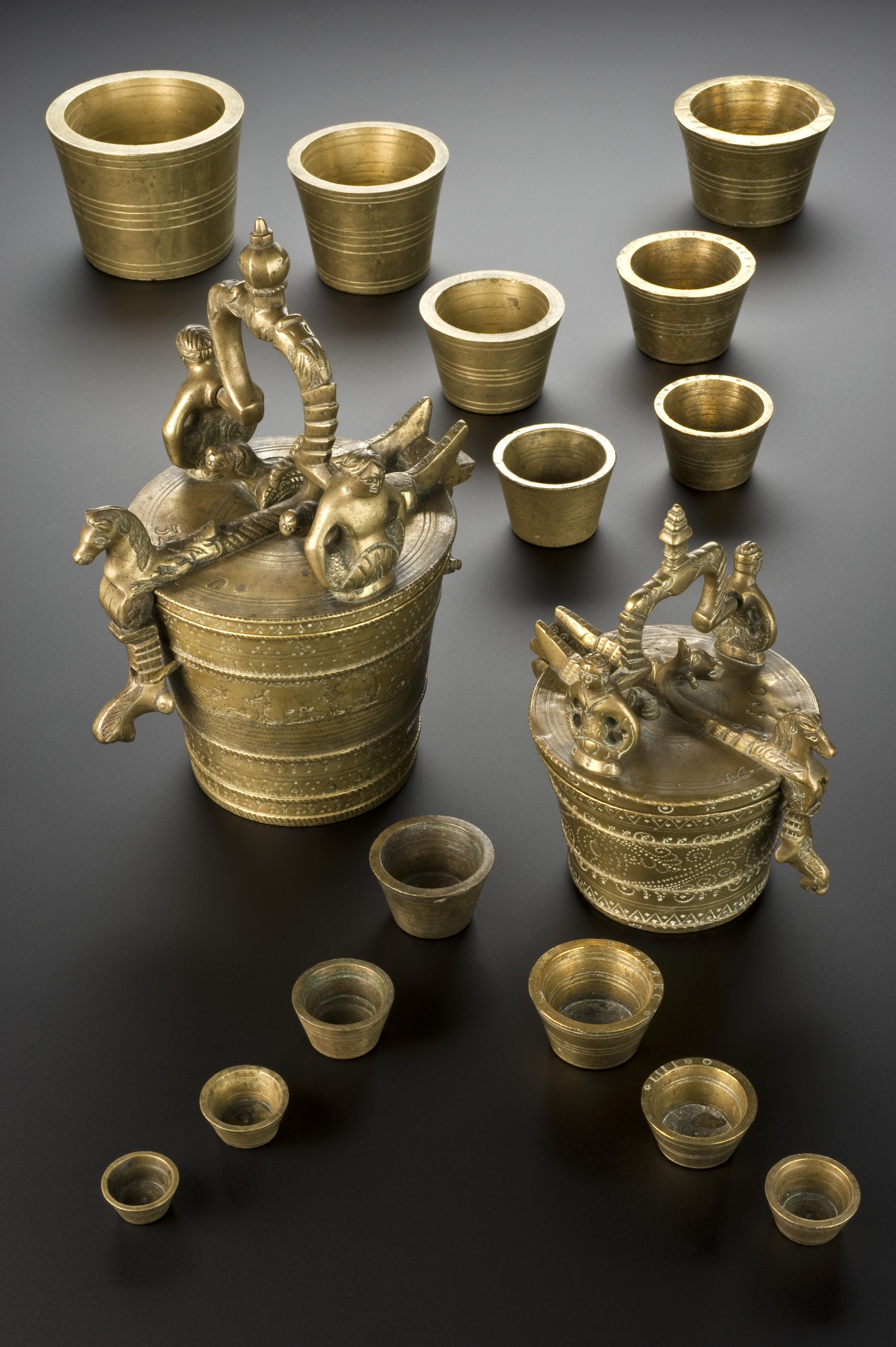
Lot de poids européens en bronze du XVII.

### Autres mesures traditionnelles
On retrouve des unités de masse dans différents autres systèmes d'unités de mesure anciennes, généralement reliées entre elles par des ratios simples.
- les unités de mesure romaines
- les unités françaises de mesure anciennes
- les unités espagnoles de mesure anciennes